# Kaloega
Kaloega (Russisch: Калуга) is een stad in Rusland aan de rivier Oka, 190 kilometer ten zuidwesten van Moskou en het bestuurlijk centrum van oblast Kaloega.
Kaloega is bekend sinds 1371, toen daar een vesting stond voor de grensbewaking van het zuidwesten van Moskou.
Napoleon probeerde met zijn Grande Armée via Kaloega te vluchten, maar veldmaarschalk Michail Koetoezov verhinderde dat. Napoleon werd daardoor gedwongen langs dezelfde weg terug te gaan als hij was gekomen, maar dat gebied was inmiddels grondig verwoest (de tactiek van de verschroeide aarde was toegepast). Doordat eten en brandstof niet meer voorradig waren, waren de verliezen van de Fransen groot.
Kaloega is het meest beroemd om de schoolmeester Konstantin Tsiolkovski. Tsiolkovski was ook een pionier op het gebied van de ruimtevaart, en heeft het principe van de drietrapsraket uitgevonden. In Kaloega wordt hij geëerd met de aanwezigheid van een ruimtevaartmuseum met zijn naam. Bovendien is zijn woonhuis tegenwoordig een museum.
Vanaf november 2007 heeft Volkswagen een autofabriek in de plaats. Eerst werden hier voertuigen geassembleerd waarvan alle onderdelen werden aangevoerd, maar vanaf oktober 2009 worden hier auto's geproduceerd. In 2015 werd een nieuwe fabriek voor de productie van motoren geopend. In februari 2016 rolde de 1 miljoenste auto uit de fabriek. In 2019 lag de productie op 150.000 voertuigen van de merken Volkswagen en Škoda.

## Geboren in Kaloega
- Joeri Averbach (1922-2022), schaker
- Mykola Azarov (1947), Oekraïens politicus
- Joelia Tabakova (1980), sprintster
- Olesja Zykina (1980), sprintster en olympisch kampioene
- Nikolaj Skvortsov (1984), zwemmer
- Anna Yurakova-Tsjernova (1992), langebaanschaatsster

## Galerij

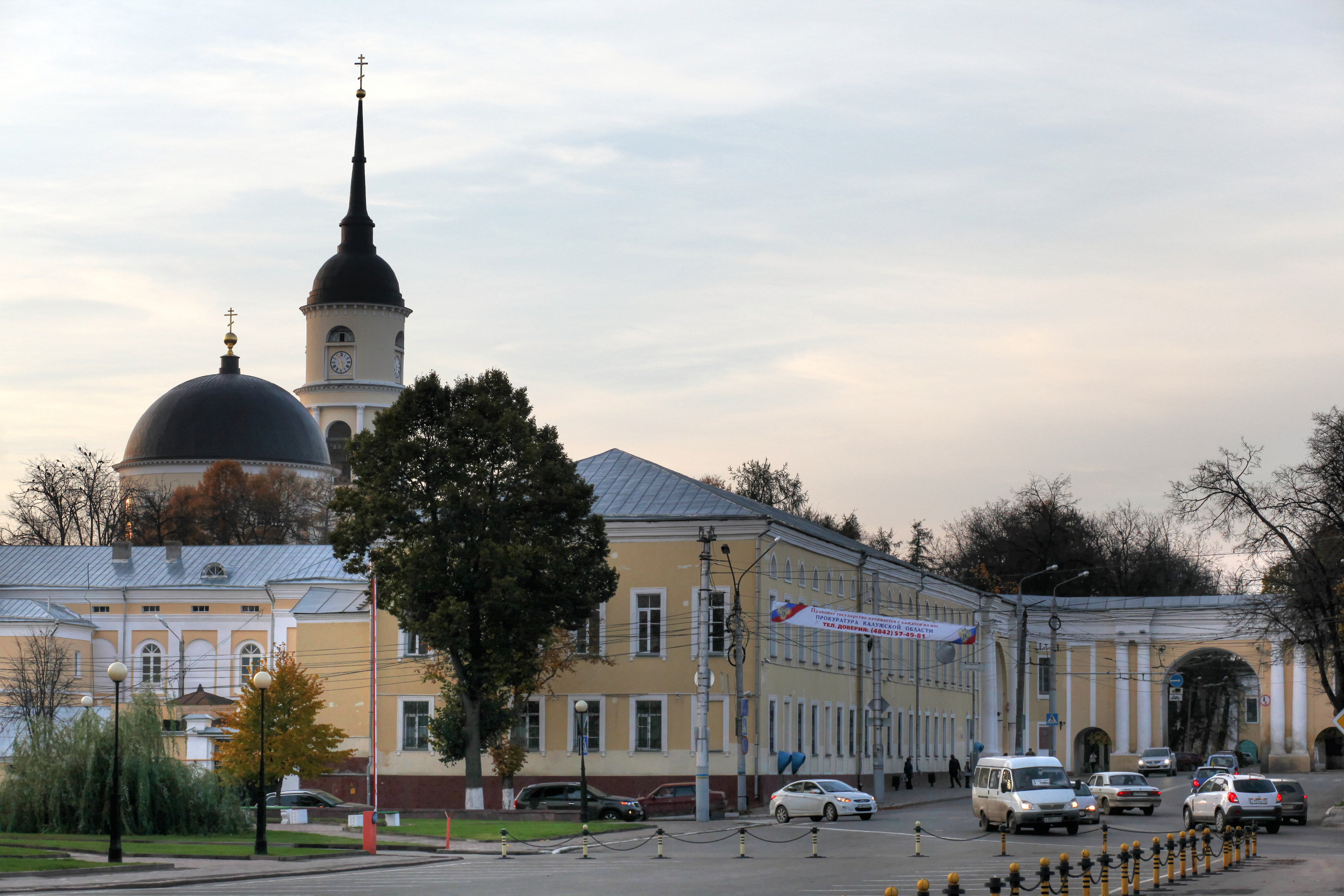
Het belangrijkste Plein
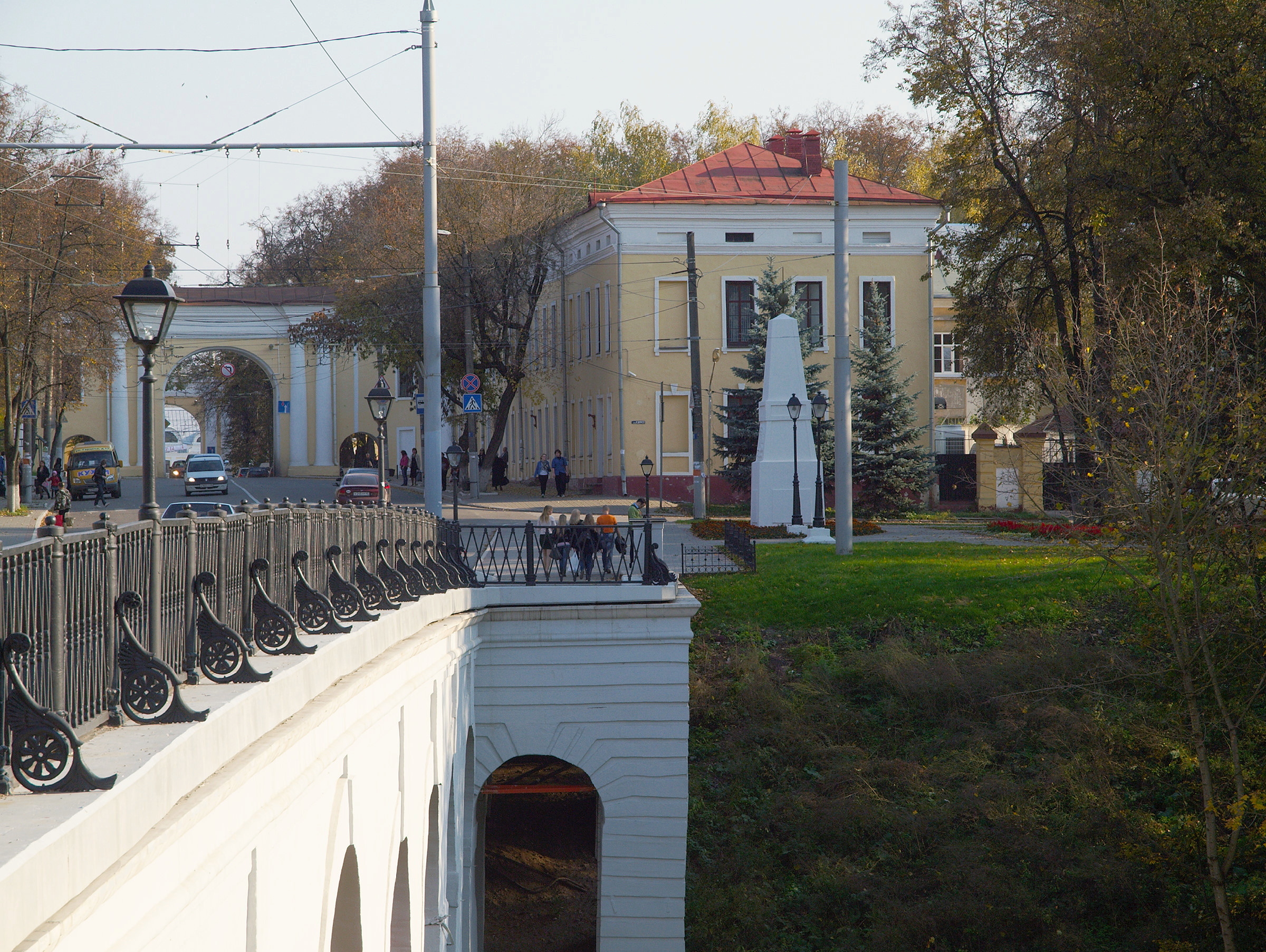
Stenen brug uit 1777
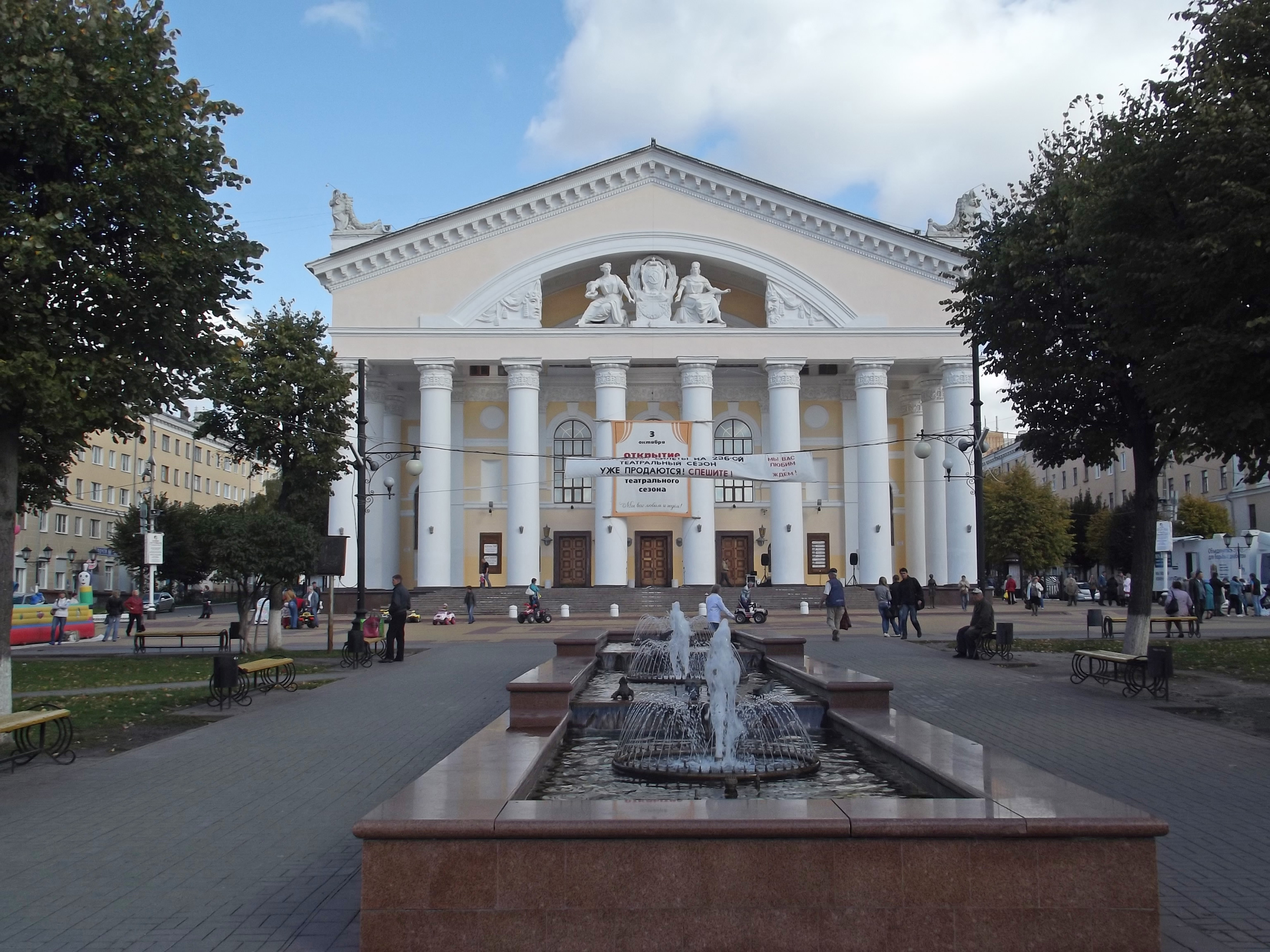
Drama
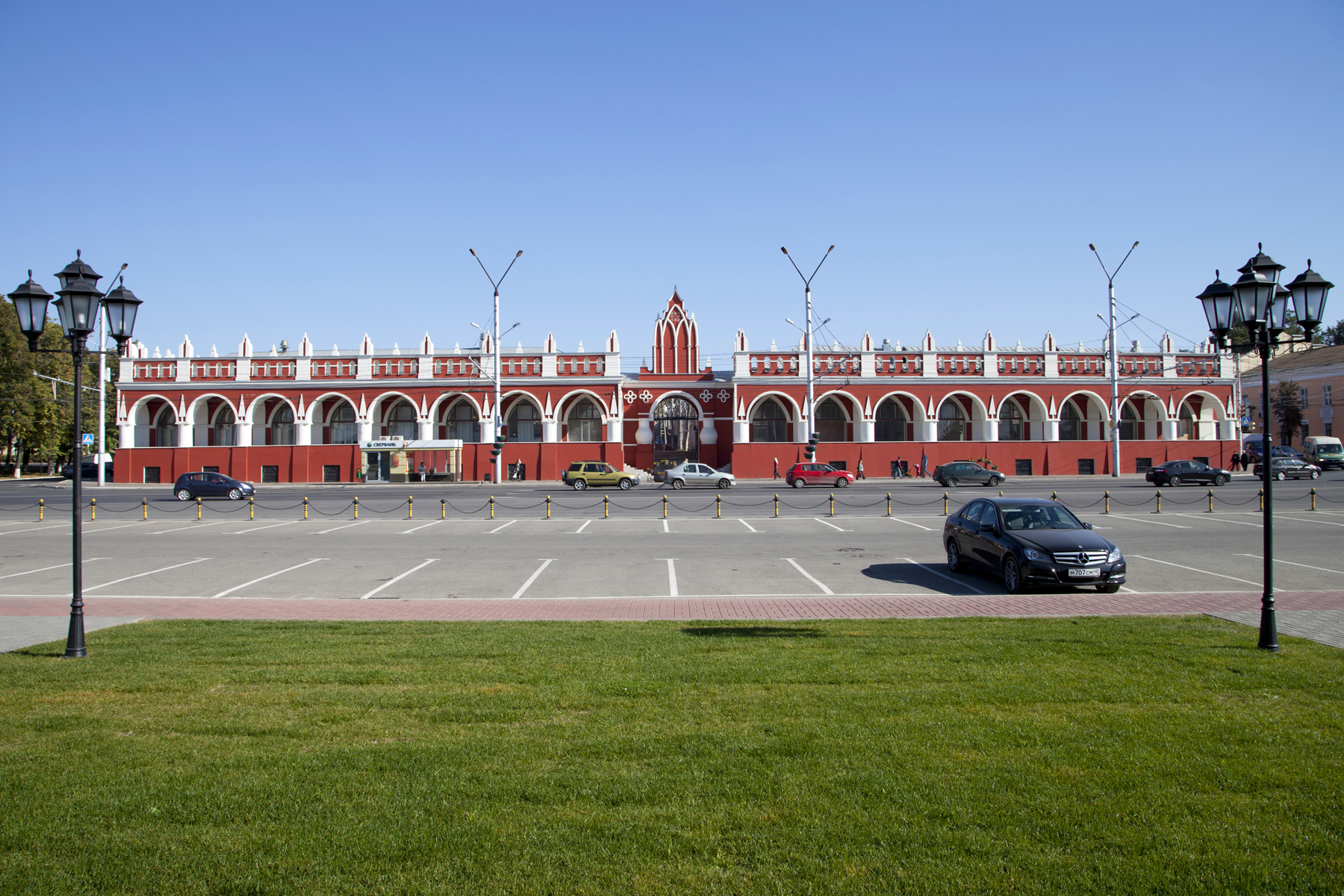
Gastenhof
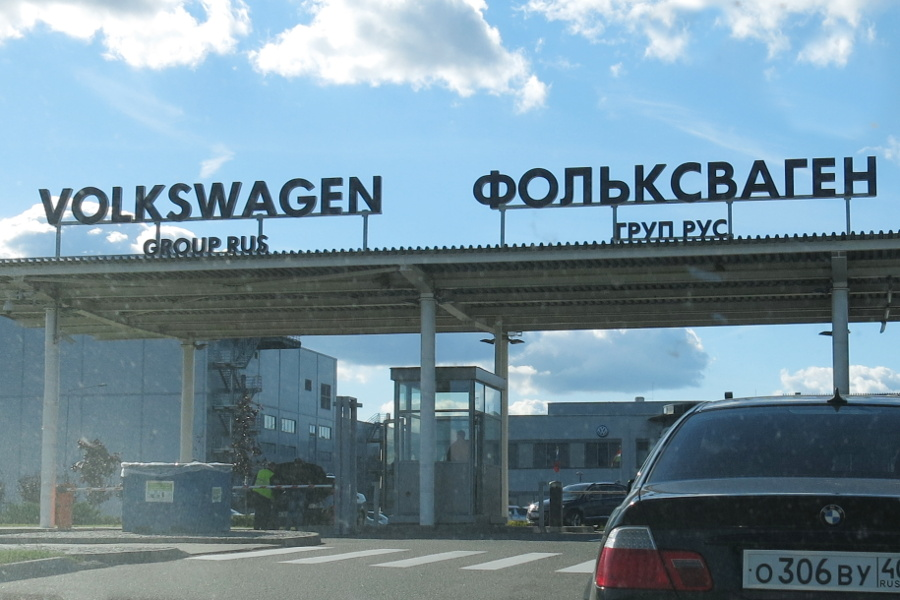
Ingang fabriek van Volkswagen